# Esto Es Vida
Esto Es Vida es el duodécimo álbum musical del cantante colombiano de música vallenata Silvestre Dangond. La obra fue editada por Sony Music Latin el 29 de mayo de 2018. Igualmente este álbum fue ganador del Latin Grammy en categoría Cumbia/Vallenato en la premiación del año 2018

## Lista de canciones
| N.º | Título                         | Escritor(es)                                                    | Duración |  |
| 1.  | «Regálame Una Noche»           | Silvestre Dangond                                               | 3:56     |  |
| 2.  | «Pierde Conmigo La Razón»      | Luigi & Santiago Castillo, Roland Valbuena Jr, “Araña” Espinosa | 3:47     |  |
| 3.  | «Sigo Siendo El Papá»          | Melkis Suarez, Silvestre Dangond                                | 3:30     |  |
| 4.  | «Lo Mejor Es Que Volvamos»     | Diego Daza, Roland Valbuena Jr, Silvestre Dangond               | 3:56     |  |
| 5.  | «Quiérela O Vete»              | Iván Ovalle                                                     | 4:26     |  |
| 6.  | «La Llamadita»                 | Rolando Ochoa                                                   | 3:44     |  |
| 7.  | «Si Yo Supiera»                | Silvestre Dangond                                               | 4:10     |  |
| 8.  | «La Traición Se Paga»          | Wilfran Castillo                                                | 3:35     |  |
| 9.  | «Si Mi Canto Fuera Tu Encanto» | José López "Cachete"                                            | 3:41     |  |
| 10. | «Rico Yo (Mil Canciones)»      | Aurelio "Yeyo" Nuñez                                            | 4:37     |  |
| 11. | «La Embarraste»                | Lucho Alonso, Silvestre Dangond                                 | 3:51     |  |
| 12. | «Animales»                     | Roland Valbuena Jr, Silvestre Dangond                           | 3:21     |  |
| 13. | «No Voy A Dejara»              | Alberto "Tico" Mercado                                          | 4:08     |  |
| 14. | «El Dueño De Tus Besos»        | Melkis Suarez                                                   | 3:39     |  |
| 15. | «Mi Corazón Es De Ella»        | Fabian Corrales                                                 | 4:10     |  |
| 16. | «Te Irá Mejor Sin Mi»          | Joan Sebastian                                                  | 3:05     |  |